# Иду искать
«Иду искать» — советский художественный фильм, киноповесть.
Дебют в кино актёра Владимира Носика и актрисы Ирины Бразговки.

## Сюжет
Повествование о сложной судьбе учёного-ракетчика Андрея Гусарова, который проходит трудный путь в науке с 1930-х по конец 1950-х — до времени успешного запуска первого советского искусственного спутника Земли.

## В ролях

Лев Дуров в фильме «Иду искать»

- Георгий Жжёнов — Андрей Ильич Гусаров
- Ирина Бразговка — Валя, приёмная дочь Гусарова
- Лев Дуров — Алексей Леонидович Ивашов, конструктор
- Лев Иванов — Николай Богомолов
- Пётр Щербаков — Павел Васильевич Баканов, конструктор
- Владимир Емельянов — полковник
- Владимир Носик — деревенский парень, турист в Кремле
- Владимир Маренков — Семён Петрович
- Станислав Фесюнов — лётчик
- Игорь Комаров — Святослав Новосельцев
- Лев Золотухин — Кучумов
- Александр Гречаный — Сергей Акимович Широков, друг Гусарова
- Даниил Нетребин — кинооператор
- Борис Новиков — фотограф
- Евгений Тетерин — профессор Кирилл Иванович Головин
- Олег Хроменков — лётчик

## Съёмочная группа
- Сценарист: Михаил Анчаров
- Режиссёр-постановщик: Игорь Добролюбов
- Второй режиссёр: Кузьма Кресницкий
- Операторы: Игорь Ремишевский, Юрий Цветков
- Художник: Юрий Альбицкий
- Композитор: Ромуальдас Гринблат

## Съёмки фильма
Картина снималась в трёх городах: Минске, Калининграде и Москве. В Калининграде сняты эпизоды, связанные с войной. В виде руин завода, где главный герой ищет свои чертежи, сняты руины бывшего Штадтхалле (Stadthalle) Кёнигсберга. В начале 1980-х годов здание было восстановлено, и теперь в нём располагается Калининградский областной историко-художественный музей.